# Хана Беићија
Хана Беићија (алб. Hana Beiqi; Приштина, 28. септембар 2008) косовска је пливачица , учесница олимпијских игара и национална рекордерка, чија ужа специјалности су спринтерске трке слободним стилом.

## Спортска каријера
Хана је своју пливачку каријеру започела веома рано, такмичећи се углавном на локалним митинзима у малим базенима за јуниоре. Први значајнији резултат у великим базенима остварила је на митингу у Београду, одржаном у априлу 2021, где је као чланица приштинског клуба Н2О освојила два друга места у тркама на 50 и 100 метара слободним стилом, у категорији девојчица до 13 година старости.
Дебитантски наступ на светској пливачкој сцени је имала на првенству света у Будимпешти 2022, где је остварила пласмане на два 53. места у две најбрже трке слободним стилом. Исте године такмичила се и на Олимпијском фестивалу младих Европе у Банској Бистрици, на Европском првенству у Риму, те на Светском првенству у малим базенима у Мелбурну.
На Европском првенству у малим базенима, одржаном у Букурешту 2023, испливала је чак 5 нових националних рекорда.
Захваљујући специјалној позивници учествовала је на Олимпијским играма у Паризу 2024. године. У  Паризу је пливала у квалификацијама трке на 50 метара слободним стилом. Наступила је у шестој квалификационој групи где је пливала у стази 6, и са временом од 27.34 секунди заузела је последње место у својој квалификационој групи, односно укупно 43. место у конкуренцији 79 такмичарки.